# 235 av. J.-C.
Cette page concerne l'année 235 av. J.-C. du calendrier julien proleptique.

## Événements
- 13 juin (21 avril du calendrier romain) : début à Rome du consulat de Titus Manlius Torquatus et Caius Atilius Bulbus[1].
  - Torquatus achève la conquête de la Sardaigne[1].
  - Première fermeture provisoire des portes du temple de Janus à Rome (en temps de paix)[1].

- Échec d'Aratos de Sicyone contre Argos[2]. Il fait saisir et vendre comme esclaves les participants aux Jeux néméens organisés par Argos[3].
- En Arcadie, le tyran de Mégalopolis, Lydiadas abdique et rejoint volontairement la ligue achéenne, dont il devient trois fois stratège entre 234 et 230 av. J.-C.[4].
- Début du règne de Cléomène III, roi de Sparte (fin en 222 av. J.-C.). Il veut réformer la société spartiate à l'instar d'Agis IV et rétablir les lois de Lycurgue[5].
- Début du règne de Diodote II, roi grec de Bactriane (fin en 225 av. J.-C.)[6].

## Naissances
- Scipion l'Africain, général et homme d'État romain.
- Sophonisbe, princesse carthaginoise et reine numide.

## Décès
- Lü Buwei, ministre et annaliste de l'État de Qin.